# Kabinet-Letta
Het kabinet–Letta (Italiaans: Governo Letta) was de regering van de Italiaanse republiek van 28 april 2013 tot 22 februari 2014.

## Vorming
Op 24 april 2013 kreeg Enrico Letta de opdracht van president Giorgio Napolitano om een regering te vormen die hij accepteerde. Op 27 april werd bekendgemaakt dat hij een akkoord had bereikt met de bovengenoemde partijen. De verdeling van de portefeuilles was als volgt:
- Democratische Partij: 10 ministers
- Volk van de Vrijheid: 5 ministers
- Scelta Civica : 2 ministers
- Italiaanse Radicalen: 1 minister
- Unie van het Centrum: 1 minister
- Onafhankelijken : 4 ministers

Op 15 november 2013 scheurden de 5 ministers van het Volk van de Vrijheid zich - samen met een deel van de parlementsleden - af om Nieuw Centrumrechts op te richten. Het Volk van de Vrijheid had immers beslist om zich om te vormen naar Forza Italia en zijn steun aan de regering op te zeggen.
In februari 2014 verloor premier Letta het vertrouwen van zijn eigen Democratische Partij. Matteo Renzi wordt gekozen als zijn opvolger en deze legde op 22 februari de eed af als de nieuwe premier van Italië.

## Kabinet–Letta (2013–2014)
| Ambtsbekleder                              | Ambtsbekleder          | Ambtsbekleder                   | Functie                                  | Ambtstermijn    | Ambtstermijn     | Partij        |
| ------------------------------------------ | ---------------------- | ------------------------------- | ---------------------------------------- | --------------- | ---------------- | ------------- |
|                                            | Enrico Letta           | Enrico Letta (1966)             | Premier                                  | 28 april 2013   | 22 februari 2014 | DP            |
|                                            | Angelino Alfano        | Angelino Alfano (1970)          | Vicepremier                              | 28 april 2013   | 22 februari 2014 | PdL (2013)    |
|                                            | Angelino Alfano        | Angelino Alfano (1970)          | Minister van Binnenlandse Zaken          | 28 april 2013   | 12 december 2016 | NCD (2013–16) |
|                                            | Filippo Patroni Griffi | Filippo Patroni Griffi (1955)   | Secretaris- generaal                     | 28 april 2013   | 22 februari 2014 | O             |
|                                            | Emma Bonino            | Emma Bonino (1948)              | Minister van Buitenlandse Zaken          | 28 april 2013   | 22 februari 2014 | RI            |
|                                            | Fabrizio Saccomanni    | Fabrizio Saccomanni (1942–2019) | Minister van Financiën                   | 28 april 2013   | 22 februari 2014 | O             |
|                                            | Annamaria Cancellieri  | Annamaria Cancellieri (1943)    | Minister van Justitie                    | 28 april 2013   | 22 februari 2014 | O             |
|                                            | Flavio Zanonato        | Flavio Zanonato (1950)          | Minister van Economische Zaken           | 28 april 2013   | 22 februari 2014 | DP            |
|                                            | Mario Mauro            | Mario Mauro (1961)              | Minister van Defensie                    | 28 april 2013   | 22 februari 2014 | SC (2013–14)  |
|                                            | Mario Mauro            | Mario Mauro (1961)              | Minister van Defensie                    | 28 april 2013   | 22 februari 2014 | PpI (2014)    |
|                                            | Beatrice Lorenzin      | Beatrice Lorenzin (1971)        | Minister van Volksgezondheid             | 28 april 2013   | 1 juni 2018      | PdL (2013)    |
|                                            | Beatrice Lorenzin      | Beatrice Lorenzin (1971)        | Minister van Volksgezondheid             | 28 april 2013   | 1 juni 2018      | NCD (2013–16) |
|                                            | Enrico Giovannini      | Enrico Giovannini (1957)        | Minister van Arbeid en Sociale Zaken     | 28 april 2013   | 22 februari 2014 | O             |
|                                            | Maria Chiara Carrozza  | Maria Chiara Carrozza (1965)    | Minister van Onderwijs                   | 28 april 2013   | 22 februari 2014 | DP            |
| Minister van Hoger Onderwijs en Wetenschap | Maria Chiara Carrozza  | Maria Chiara Carrozza (1965)    |                                          | 28 april 2013   | 22 februari 2014 | DP            |
|                                            | Maurizio Lupi          | Maurizio Lupi (1959)            | Minister van Transport                   | 28 april 2013   | 20 maart 2015    | PdL (2013)    |
|                                            | Maurizio Lupi          | Maurizio Lupi (1959)            | Minister van Transport                   | 28 april 2013   | 20 maart 2015    | NCD (2013–16) |
|                                            | Nunzia De Girolamo     | Nunzia De Girolamo (1975)       | Minister van Landbouw                    | 28 april 2013   | 26 januari 2014  | PdL (2013)    |
|                                            | Nunzia De Girolamo     | Nunzia De Girolamo (1975)       | Minister van Landbouw                    | 28 april 2013   | 26 januari 2014  | NCD (2013–16) |
|                                            | Enrico Letta           | Enrico Letta (1966)             | Minister van Landbouw                    | 26 januari 2014 | 22 februari 2014 | DP            |
|                                            | Andrea Orlando         | Andrea Orlando (1969)           | Minister van Milieu                      | 28 april 2013   | 22 februari 2014 | DP            |
|                                            | Massimo Bray           | Massimo Bray (1959)             | Minister van Cultuur en Toerisme         | 28 april 2013   | 22 februari 2014 | DP            |
|                                            | Dario Franceschini     | Dario Franceschini (1958)       | Minister voor Parlementaire Betrekkingen | 28 april 2013   | 22 februari 2014 | DP            |
|                                            | Gianpiero D'Alia       | Gianpiero D'Alia (1966)         | Minister voor Publieke Diensten          | 28 april 2013   | 22 februari 2014 | UDC           |
|                                            | Gaetano Quagliariello  | Gaetano Quagliariello (1960)    | Minister voor Bestuurlijke Vernieuwing   | 28 april 2013   | 22 februari 2014 | PdL (2013)    |
|                                            | Gaetano Quagliariello  | Gaetano Quagliariello (1960)    | Minister voor Bestuurlijke Vernieuwing   | 28 april 2013   | 22 februari 2014 | NCD (2013–14) |
|                                            | Enzo Moavero Milanesi  | Enzo Moavero Milanesi (1954)    | Minister voor Europese Zaken             | 28 april 2013   | 22 februari 2014 | SC (2013–14)  |
|                                            | Enzo Moavero Milanesi  | Enzo Moavero Milanesi (1954)    | Minister voor Europese Zaken             | 28 april 2013   | 22 februari 2014 | O (2014)      |
|                                            | Cécile Kyenge          | Cécile Kyenge (1964)            | Minister voor Integratie                 | 28 april 2013   | 22 februari 2014 | DP            |
|                                            | Graziano Delrio        | Graziano Delrio (1960)          | Minister voor Regionale Zaken            | 28 april 2013   | 22 februari 2014 | DP            |
|                                            | Carlo Trigilia         | Carlo Trigilia (1951)           | Minister voor Regionale Zaken            | 28 april 2013   | 22 februari 2014 | DP            |
|                                            | Josefa Idem            | Josefa Idem (1964)              | Minister voor Gelijkheid                 | 28 april 2013   | 22 februari 2014 | DP            |
| Minister voor Jeugdzaken                   | Josefa Idem            | Josefa Idem (1964)              |                                          | 28 april 2013   | 22 februari 2014 | DP            |
| Minister voor Sport                        | Josefa Idem            | Josefa Idem (1964)              |                                          | 28 april 2013   | 22 februari 2014 | DP            |

De Gasperi II · De Gasperi III · De Gasperi IV · De Gasperi V · De Gasperi VI · De Gasperi VII · De Gasperi VIII · Pella · Fanfani I · Scelba · Segni I · Zoli · Fanfani II · Segni II · Tambroni · Fanfani III · Fanfani IV · Leone I · Moro I · Moro II · Moro III · Leone II · Rumor I · Rumor II · Rumor III · Colombo · Andreotti I · Andreotti II · Rumor IV · Rumor V · Moro IV · Moro V · Andreotti III · Andreotti IV · Andreotti V · Cossiga I · Cossiga II · Forlani · Spadolini I · Spadolini II · Fanfani V · Craxi I · Craxi II · Fanfani VI · Goria · De Mita · Andreotti VI · Andreotti VII · Amato I · Ciampi · Berlusconi I · Dini · Prodi I · D'Alema I · D'Alema II · Amato II · Berlusconi II · Berlusconi III · Prodi II · Berlusconi IV · Monti · Letta · Renzi · Gentiloni · Conte I · Conte II · Draghi · Meloni